# Alfred Noller
Alfred Noller (* 14. März 1898 in Pforzheim; † 10. März 1967 ebenda) war ein deutscher Opernregisseur und Intendant.

## Leben
Noller besuchte das humanistische Gymnasium und studierte in Heidelberg, Tübingen und München. In München besuchte er von 1918 bis 1920 auch eine Schauspielschule.
Von 1920 bis 1925 war er als Schauspieler, Dramaturg und Spielleiter am Schauspielhaus in München engagiert. Darauf folgten Stationen als Spielleiter am Albert-Theater in Dresden, am Neuen Theater in Frankfurt am Main und am Oldenburgischen Staatstheater. Von 1931 bis 1940 wirkte er als Intendant der Essener Bühnen, von 1940 bis 1945 dann als Generalintendant an der Hamburgischen Staatsoper. Von 1947 bis 1948 war Noller Spielleiter am Schauspielhaus in Hamburg, nach Gastengagements wirkte er von 1950 bis 1955 als Generalintendant an den Bühnen der Landeshauptstadt Kiel.
Noller inszenierte die Uraufführungen der Stücke Weiber von Weinsberg und Des Kaisers Soldaten, beide von Hermann Essig. In Hamburg inszenierte er 1947 die deutsche Erstaufführung der Schauspieltrilogie Trauer muss Elektra tragen von Eugene O’Neill. Er verstarb 1967 an seinem Geburtsort.